# David Berry (acteur)
David Berry est un acteur australo-canadien connu pour son rôle de James Bligh dans le série A Place to Call Home et Lord John Grey dans Outlander.

## Biographie
Berry est né à Toronto, en Ontario, au Canada, mais a déménagé en Australie dans sa jeunesse. Il chante et joue du violon. Dans sa jeunesse, il obtient une bourse grâce à sa voix. Il partage son temps entre l’école et un travail à l'Opera et dans des festivals. En 2002, il reçoit une bourse pour étudier les sciences politiques à l'Université McGill de Montréal. À son retour, il postule et est accepté à l'Institut national d'art dramatique australien (NIDA), dont il est diplômé en 2010.
Le premier rôle professionnel de Berry fut une apparition dans un épisode de Miss Fisher enquête. La même année, il joue Logan Meyer dans Summer Bay. En 2013, Berry a joué dans le téléfilm d'horreur Progeny. Il a également rejoint le casting principal du drame A Place to Call Home dans le rôle de James Bligh, un homme torturé par son homosexualité dans les années 1950 en Australie. 
En 2015, Berry a joué le rôle de Brian Cleaver dans The Crater: une histoire vraie du Vietnam, un documentaire autour du vécu de Cleaver lors de la Bataille de Coral–Balmoral en 1968.
En août 2016, il a été annoncé que Berry rejoignait le casting de la série Outlander dans le rôle récurrent de Lord John Grey. Il y a fait ses débuts dans l'épisode de 2017 "Toutes les dettes payées". 
Berry a épousé Kristina Tesic en 2012. Ils ont eu un fils en 2016.

## Filmographie
- depuis 2013 : Outlander dans le rôle de Lord John Grey.
- 2013 à 2018 : A Place to Call Home dans le rôle de James Bligh.
- 2015 : The Crater : A True Vietnam War Story (documentaire)  dans le rôle de Brian Cleaver.
- 2013 : Progeny dans le rôle de Damien.
- 2012 : Summer Bay dans le rôle de Logan Meyer.
- 2012 : Miss Fisher enquête dans le rôle de Alastair Herbert.